# Brza Palanka
Brza Palanka (em cirílico:Брза Паланка) é uma vila da Sérvia localizada no município de Bor, pertencente ao distrito de Bor, na região de Ključ. A sua população era de 1014 habitantes segundo o censo de 2009.

## Demografia
| 1948  | 1953  | 1961  | 1971  | 1981  | 1991  | 2002  |
| ----- | ----- | ----- | ----- | ----- | ----- | ----- |
| 1 739 | 1 683 | 1 801 | 1 668 | 1 699 | 1 557 | 1 076 |